# 67. Międzynarodowy Festiwal Filmowy w Wenecji
67. Międzynarodowy Festiwal Filmowy w Wenecji odbył się w dniach 1−11 września 2010 roku. Imprezę otworzył pokaz amerykańskiego filmu Czarny łabędź w reżyserii Darrena Aronofsky'ego. W konkursie głównym zaprezentowano 24 filmy pochodzące z 14 różnych krajów.
Jury pod przewodnictwem amerykańskiego reżysera Quentina Tarantino przyznało nagrodę główną festiwalu, Złotego Lwa, amerykańskiemu filmowi Somewhere. Między miejscami w reżyserii Sofii Coppoli. Drugą nagrodę w konkursie głównym, Nagrodę Specjalną Jury, przyznano polskiemu filmowi Essential Killing w reżyserii Jerzego Skolimowskiego.
Honorowego Złotego Lwa za całokształt twórczości odebrał hongkoński reżyser John Woo. Galę otwarcia i zamknięcia festiwalu prowadziła włoska aktorka Isabella Ragonese.

## Członkowie jury

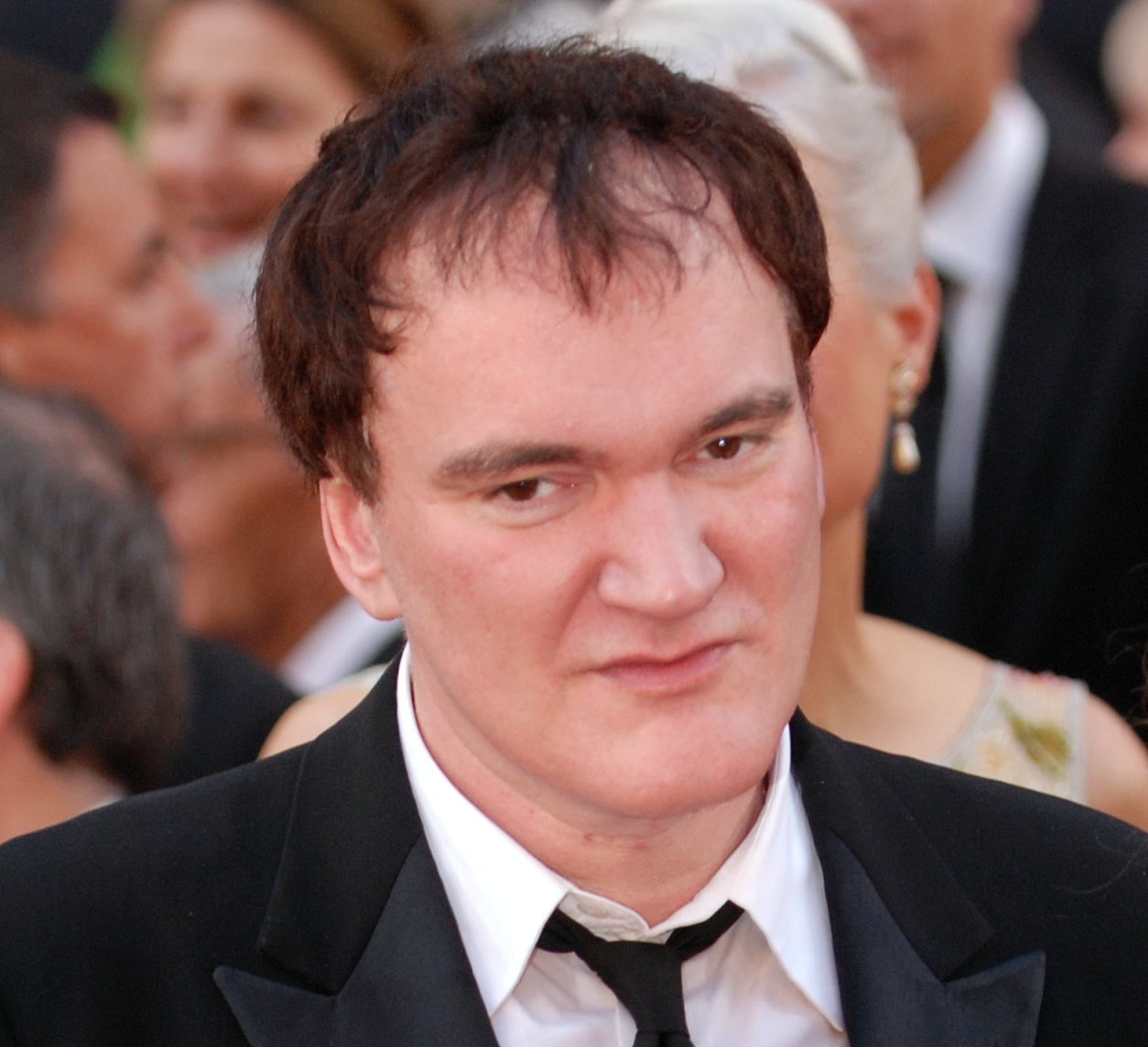
Przewodniczący jury konkursu głównego Quentin Tarantino.

### Konkurs główny
- Quentin Tarantino, amerykański reżyser − przewodniczący jury[7][8]
- Guillermo Arriaga, meksykański scenarzysta
- Ingeborga Dapkūnaitė, litewska aktorka
- Arnaud Desplechin, francuski reżyser
- Danny Elfman, amerykański kompozytor
- Luca Guadagnino, włoski reżyser
- Gabriele Salvatores, włoski reżyser

### Sekcja "Horyzonty"
- Shirin Neshat, irańska artystka wizualna − przewodnicząca jury
- Raja Amari, tunezyjska reżyserka
- Lav Diaz, filipiński reżyser
- Alexander Horwath, dyrektor Austriackiego Muzeum Filmu
- Pietro Marcello, włoski reżyser

### Nagroda im. Luigiego De Laurentiisa
- Fatih Akın, niemiecki reżyser − przewodniczący jury
- Nina Lath Gupta, indyjska producentka filmowa
- Stanley Kwan, hongkoński reżyser
- Samuel Maoz, izraelski reżyser
- Jasmine Trinca, włoska aktorka

## Selekcja oficjalna

### Otwarcie i zamknięcie festiwalu
|             | Tytuł         | Reżyseria        | Kraj produkcji    |
| ----------- | ------------- | ---------------- | ----------------- |
| Otwierający | Czarny łabędź | Darren Aronofsky | Stany Zjednoczone |
| Zamykający  | Burza         | Julie Taymor     | Stany Zjednoczone |

### Konkurs główny
Następujące filmy zostały wyselekcjonowane do udziału w konkursie głównym o Złotego Lwa:
| Tytuł polski                           | Tytuł oryginalny                             | Reżyseria              | Kraj produkcji    |
| -------------------------------------- | -------------------------------------------- | ---------------------- | ----------------- |
| Trzy                                   | 3                                            | Tom Tykwer             | Niemcy            |
| Attenberg                              | Attenberg                                    | Athina Rachel Tsangari | Grecja            |
| Hiszpański cyrk                        | Balada triste de trompeta                    | Álex de la Iglesia     | Hiszpania         |
| Świat według Barneya                   | Barney's Version                             | Richard J. Lewis       | Kanada            |
| Czarny łabędź                          | Black Swan                                   | Darren Aronofsky       | Stany Zjednoczone |
| Detektyw Dee i zagadka upiornego ognia | 狄仁傑之通天帝國 Di renjie: Tong tian di guo | Tsui Hark              | Hongkong          |
| Essential Killing                      | Essential Killing                            | Jerzy Skolimowski      | Polska            |
| Happy Few                              | Happy Few                                    | Antony Cordier         | Francja           |
| Rów                                    | 夹边沟 Jiabiangou                            | Wang Bing              | Chiny             |
| 13 zabójców                            | 十三人の刺客 Jûsan-nin no shikaku            | Takashi Miike          | Japonia           |
| Meek's Cutoff                          | Meek's Cutoff                                | Kelly Reichardt        | Stany Zjednoczone |
| Miral                                  | מיראל Miral                                  | Julian Schnabel        | Izrael            |
| Wierzyliśmy                            | Noi credevamo                                | Mario Martone          | Włochy            |
| Norwegian Wood                         | ノルウェイの森 Noruwei no mori               | Trần Anh Hùng          | Japonia           |
| Milczące dusze                         | Овсянки Owsjanki                             | Aleksiej Fiedorczenko  | Rosja             |
| Pasja                                  | La passione                                  | Carlo Mazzacurati      | Włochy            |
| Czarna owca                            | La pecora nera                               | Ascanio Celestini      | Włochy            |
| Post Mortem                            | Post Mortem                                  | Pablo Larraín          | Chile             |
| Żona doskonała                         | Potiche                                      | François Ozon          | Francja           |
| Promises Written in Water              | Promises Written in Water                    | Vincent Gallo          | Stany Zjednoczone |
| Droga donikąd                          | Road to Nowhere                              | Monte Hellman          | Stany Zjednoczone |
| Samotność liczb pierwszych             | La solitudine dei numeri primi               | Saverio Costanzo       | Włochy            |
| Somewhere. Między miejscami            | Somewhere                                    | Sofia Coppola          | Stany Zjednoczone |
| Czarna Wenus                           | Vénus noire                                  | Abdellatif Kechiche    | Francja           |

### Pokazy pozakonkursowe
Następujące filmy zostały wyświetlone na festiwalu w ramach pokazów pozakonkursowych:
| Tytuł polski                                     | Tytuł oryginalny                                                      | Reżyseria                      | Kraj produkcji    |
| ------------------------------------------------ | --------------------------------------------------------------------- | ------------------------------ | ----------------- |
| 1960                                             | 1960                                                                  | Gabriele Salvatores            | Włochy            |
| All Inclusive                                    | All Inclusive                                                         | Nadia Ranocchi i David Zamagni | Włochy            |
| Dante Ferretti: scenograf                        | Dante Ferretti: Scenografo italiano                                   | Gianfranco Giagni              | Włochy            |
| Gorbaciof                                        | Gorbaciof                                                             | Stefano Incerti                | Włochy            |
| Joaquin Phoenix. Jestem, jaki jestem             | I'm Still Here                                                        | Casey Affleck                  | Stany Zjednoczone |
| Reign of Assassins                               | 劍雨 Jian yu                                                          | John Woo i Su Chao-Bin         | Chiny             |
| Powrót legendarnej pięści                        | 精武風雲－陳真 Jing wu feng yun: Chen Zhen                            | Andrew Lau                     | Hongkong          |
| Ostatni film                                     | The Last Movie                                                        | Dennis Hopper                  | Stany Zjednoczone |
| List do Elii                                     | A Letter to Elia                                                      | Martin Scorsese i Kent Jones   | Stany Zjednoczone |
| Lope                                             | Lope                                                                  | Andrucha Waddington            | Hiszpania         |
| Maczeta                                          | Machete                                                               | Robert Rodriguez               | Stany Zjednoczone |
| Niente paura                                     | Niente paura                                                          | Piergiorgio Gay                | Włochy            |
| Nowości o wykopkach                              | Notizie degli scavi                                                   | Emidio Greco                   | Włochy            |
| Passione                                         | Passione                                                              | John Turturro                  | Włochy            |
| Przeżyć swoje życie                              | Přežít svůj život                                                     | Jan Švankmajer                 | Czechy            |
| La prima volta a Venezia                         | La prima volta a Venezia                                              | Antonello Sarno                | Włochy            |
| Raavan                                           | रावण Raavan                                                            | Mani Ratnam                    | Indie             |
| 6 x Wenecja                                      | Sei Venezia                                                           | Carlo Mazzacurati              | Włochy            |
| Labirynt strachu                                 | 戦慄迷宮 Senritsu meikyu                                              | Takashi Shimizu                | Japonia           |
| Siostry: nigdy                                   | Sorelle Mai                                                           | Marco Bellocchio               | Włochy            |
| Space Guy (film krótkometrażowy)                 | 太空俠 Taikong xia                                                    | Zhang Yuan                     | Chiny             |
| Burza                                            | The Tempest                                                           | Julie Taymor                   | Stany Zjednoczone |
| Dziewczyna w żółtych butach                      | दैट गर्ल इन येलो बूट्स That Girl in Yellow Boots                            | Anurag Kashyap                 | Indie             |
| Miasto złodziei                                  | The Town                                                              | Ben Affleck                    | Stany Zjednoczone |
| Oko dziecka                                      | 童眼 Tung ngan                                                        | Oxide Chun Pang i Danny Pang   | Hongkong          |
| Ostatni lampart: Portret Goffredo Lombardo       | L'ultimo gattopardo: ritratto di Goffredo Lombardo                    | Giuseppe Tornatore             | Włochy            |
| Anioł zła                                        | Vallanzasca – Gli angeli del male                                     | Michele Placido                | Włochy            |
| Vittorio racconta Gassman: Una vita da mattatore | Vittorio racconta Gassman: Una vita da mattatore                      | Giancarlo Scarchilli           | Włochy            |
| Showtime                                         | 用心跳 Yong xin tiao                                                  | Stanley Kwan                   | Chiny             |
| Zebraman 2: Attack on Zebra City                 | ゼブラーマン -ゼブラシティの逆襲- Zeburâman: Zebura Shiti no gyakushû | Takashi Miike                  | Japonia           |

### Sekcja "Horyzonty"
Następujące filmy zostały wyświetlone na festiwalu w ramach sekcji "Horyzonty":
| Tytuł polski                 | Tytuł oryginalny                                               | Reżyseria                             | Kraj produkcji    |
| ---------------------------- | -------------------------------------------------------------- | ------------------------------------- | ----------------- |
| Anti Gas Skin                | 방독피 Bangdokpi                                               | Gok Kim i Sun Kim                     | Korea Południowa  |
| Śpiąca królewna              | La belle endormie                                              | Catherine Breillat                    | Francja           |
| Lepsze życie                 | Better Life                                                    | Isaac Julien                          | Wielka Brytania   |
| Caracremada                  | Caracremada                                                    | Lluís Galter                          | Hiszpania         |
| Dharma Guns                  | Dharma Guns (La succession Starkov)                            | F.J. Ossang                           | Francja           |
| W przyszłości                | En el futuro                                                   | Mauro Andrizzi                        | Argentyna         |
| Miecz i róża                 | A Espada e a Rosa                                              | João Nicolau                          | Portugalia        |
| Fading                       | Fading                                                         | Olivier Zabat                         | Francja           |
| Zapomniana przestrzeń        | The Forgotten Space                                            | Noël Burch i Allan Sekula             | Holandia          |
| Gość                         | Guest                                                          | José Luis Guerín                      | Hiszpania         |
| Jean Gentil                  | Jean Gentil                                                    | Israel Cárdenas i Laura Amelia Guzmán | Dominikana        |
| Malavoglia                   | Malavoglia                                                     | Pasquale Scimeca                      | Włochy            |
| Nainsukh                     | ਨੈਣਸੁੱਖ Nainsukh                                                  | Amit Dutta                            | Indie             |
| News from Nowhere            | News from Nowhere                                              | Paul Morrissey                        | Stany Zjednoczone |
| Dziewięć muz                 | The Nine Muses                                                 | John Akomfrah                         | Wielka Brytania   |
| Oki                          | 옥희의 영화 Ok-hui-ui yeonghwa                                 | Hong Sang-soo                         | Korea Południowa  |
| Kartografia namiętności      | Per questi stretti morire (ovvero cartografia di una passione) | Giuseppe M. Gaudino i Isabella Sandri | Włochy            |
| Robinson in Ruins            | Robinson in Ruins                                              | Patrick Keiller                       | Wielka Brytania   |
| Byliśmy komunistami          | شيوعين كنا Sheoeyin Kenna                                      | Maher Abi Samra                       | Liban             |
| Pokój 164: Spowiedź mordercy | El Sicario, Room 164                                           | Gianfranco Rosi                       | Włochy            |
| Zimna ryba                   | 冷たい熱帯魚 Tsumetai nettaigyo                                | Sion Sono                             | Japonia           |
| Lato Goliata                 | Verano de Goliat                                               | Nicolás Pereda                        | Meksyk            |
| Reconstructing Faith         | 西方去此不远 Xifang qu ci bu yuan                              | Huang Wenhai                          | Chiny             |
| Zelal                        | ظلال Zelal                                                     | Mustafa Hasnaoui i Marianne Khoury    | Egipt             |

## Laureaci nagród

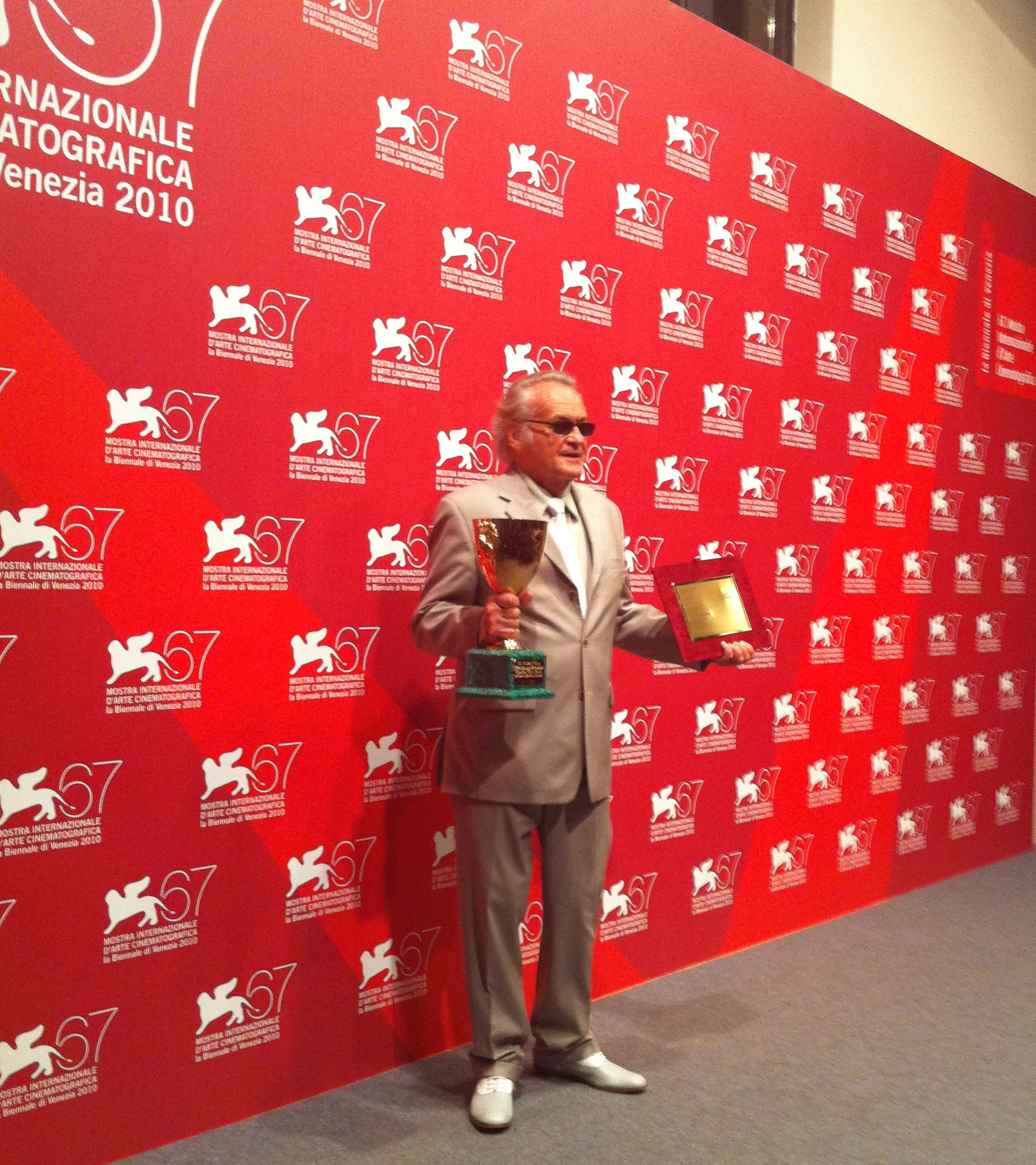
Jerzy Skolimowski, laureat Nagrody Specjalnej Jury.

### Konkurs główny
Złoty Lew
- Somewhere. Między miejscami, reż. Sofia Coppola

Nagroda Specjalna Jury
- Essential Killing, reż. Jerzy Skolimowski

Srebrny Lew dla najlepszego reżysera
- Álex de la Iglesia − Hiszpański cyrk

Puchar Volpiego dla najlepszej aktorki
- Ariane Labed − Attenberg

Puchar Volpiego dla najlepszego aktora
- Vincent Gallo − Essential Killing

Złota Osella za najlepszy scenariusz
- Álex de la Iglesia − Hiszpański cyrk

Złota Osella za wybitne osiągnięcie techniczne
- Michaił Kriczman za zdjęcia do filmu Milczące dusze

Nagroda im. Marcello Mastroianniego dla początkującego aktora lub aktorki
- Mila Kunis − Czarny łabędź

Specjalny Lew za dorobek artystyczny
- Monte Hellman

### Sekcja "Horyzonty"
Nagroda Główna
- Lato Goliata, reż. Nicolás Pereda

Nagroda Specjalna Jury
- Zapomniana przestrzeń, reż. Noël Burch i Allan Sekula

Wyróżnienie Specjalne
- Jean Gentil, reż. Israel Cárdenas i Laura Amelia Guzmán

Nagroda za najlepszy film średniometrażowy
- Precz, reż. Roee Rosen

Nagroda za najlepszy film krótkometrażowy
- Coming Attractions, reż. Peter Tscherkassky

### Wybrane pozostałe nagrody
Nagroda im. Luigiego De Laurentiisa za najlepszy debiut reżyserski
- Za głosem stada, reż. Seren Yüce

Nagroda Główna w sekcji "Międzynarodowy Tydzień Krytyki"
- Wykluczeni, reż. Pernilla August

Nagroda Label Europa Cinemas dla najlepszego filmu europejskiego
- Dźwięk kostek lodu, reż. Bertrand Blier
  - Wyróżnienie:  Pogorzelisko, reż. Denis Villeneuve

Nagroda FIPRESCI
- Konkurs główny:  Milczące dusze, reż. Aleksiej Fiedorczenko
- Sekcja "Horyzonty":  Pokój 164: Spowiedź mordercy, reż. Gianfranco Rosi

Nagroda im. Francesco Pasinettiego (SNGCI - Narodowego Stowarzyszenia Włoskich Krytyków Filmowych)
- Najlepszy włoski film:  20 papierosów, reż. Aureliano Amadei
- Najlepsza włoska aktorka:  Alba Rohrwacher − Samotność liczb pierwszych

Nagroda SIGNIS (Międzynarodowej Organizacji Mediów Katolickich)
- Meek's Cutoff, reż. Kelly Reichardt
  - Wyróżnienie Specjalne:  Milczące dusze, reż. Aleksiej Fiedorczenko

Nagroda CICAE (Międzynarodowej Konfederacji Kin Studyjnych)
- Śpiąca królewna, reż. Catherine Breillat

Queerowy Lew dla najlepszego filmu o tematyce LGBT
- W przyszłości, reż. Mauro Andrizzi

Nagroda UNICEF-u
- Miral, reż. Julian Schnabel

Nagroda UNESCO
- Miral, reż. Julian Schnabel

Honorowy Złoty Lew za całokształt twórczości
- John Woo